# 大塚日現

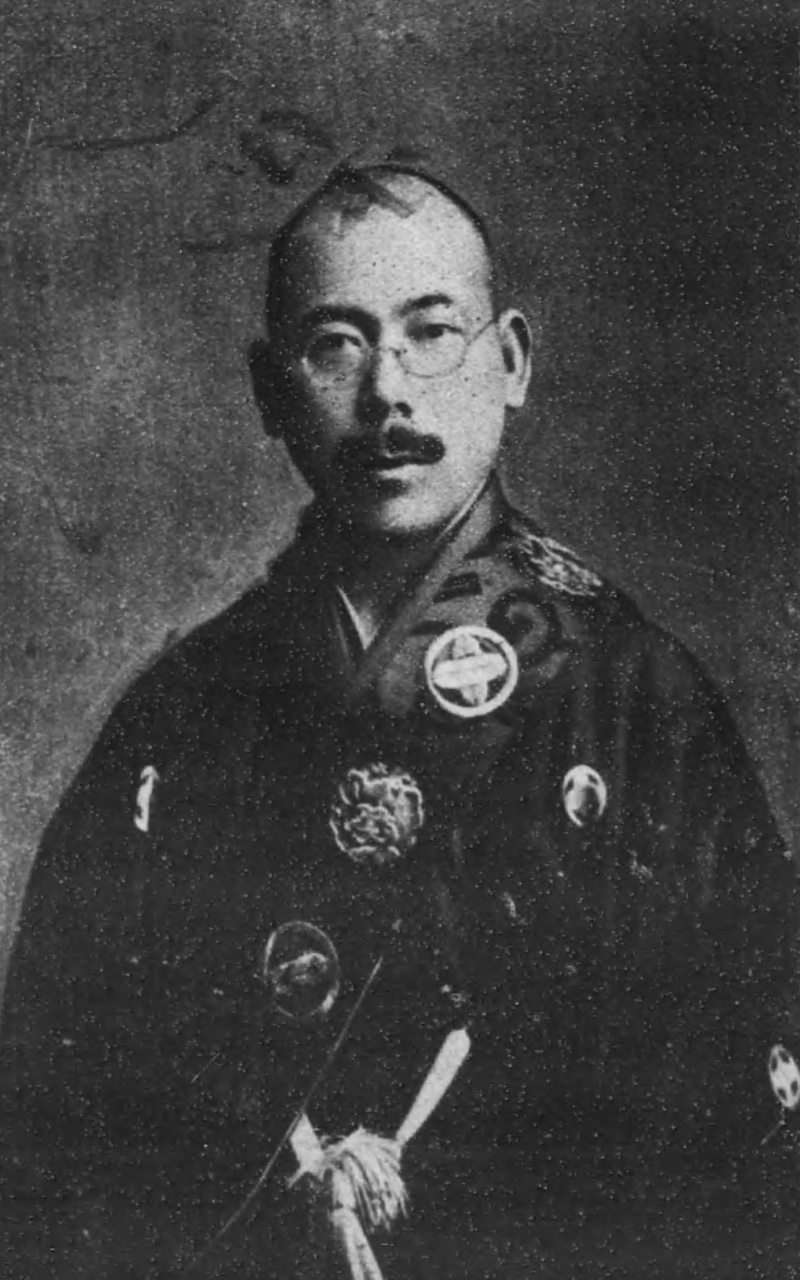
大塚日現（1924年）

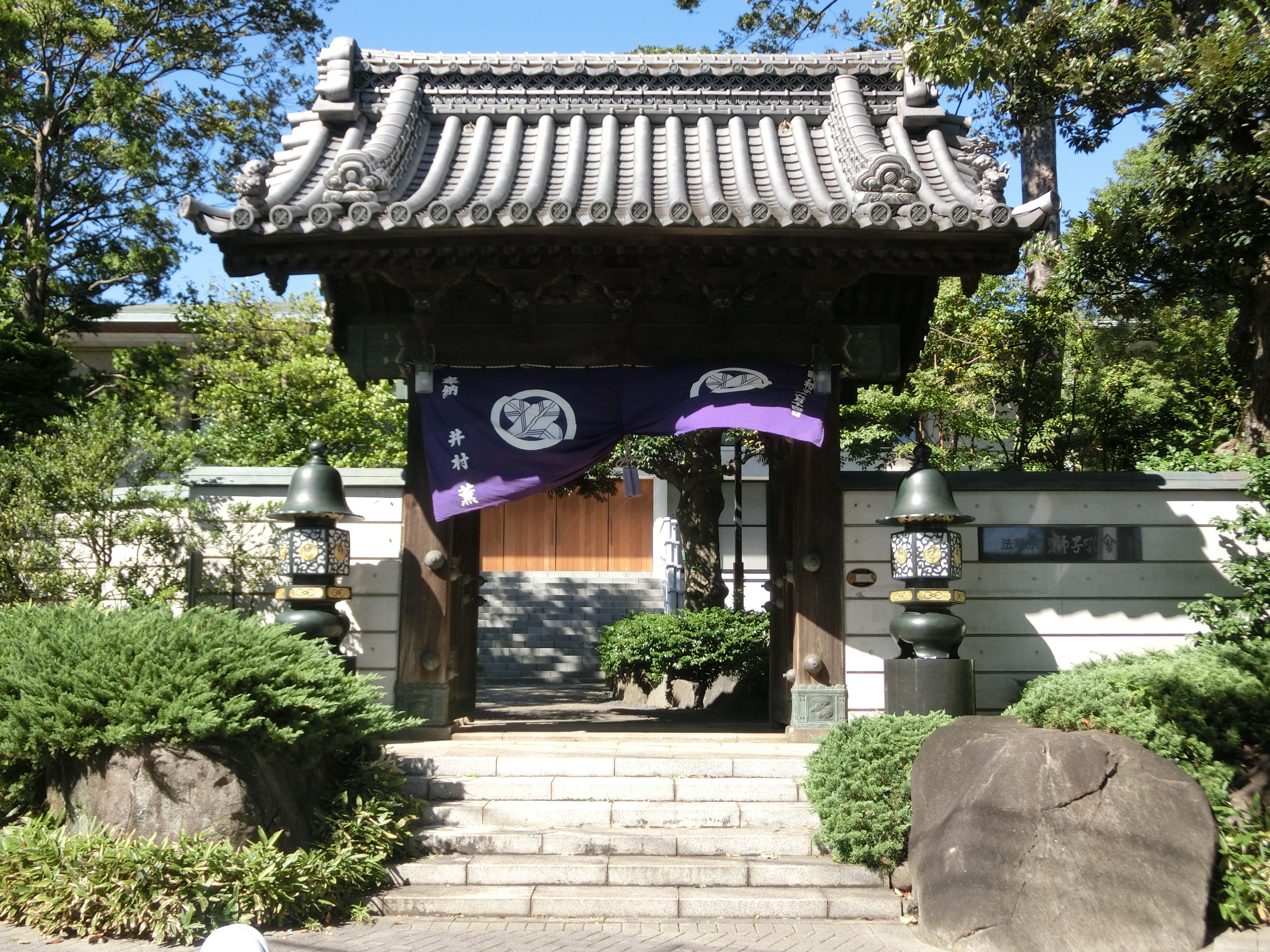
獅子吼会本部（大塚日現は東洋大学救済のため連日銀行を回り、教団施設を担保にして援助資金を調達した）

大塚 日現（おおつか にちげん、1879年（明治12年）11月19日 - 1957年（昭和32年）7月28日）は、法華宗本門流の僧侶。獅子吼会会祖・法華宗本門流83代管長。俗名喜代蔵。東洋大学名誉学長。

## 生涯
千葉県長生郡豊田村に農家の長男として生まれる。寺小屋の教育を経て屋根職人となるが、母の眼病を切っ掛けとして本門仏立講に触れる。母の眼病が全快の後は菩提寺を鷲山寺とすると共に仏立講の布教に邁進、その功あって1907年（明治40年）に在家信者ながら鷲山寺の徒弟となる。その後も布教活動を活発に行い、1912年（大正元年）に鷲山寺貫首院代の小野山日風を得度師・岡野現相を得度親として出家する。
しかし翌1913年（大正2年）に寺務上の問題から岡野を批判、岡野から破門されると日現は寺を出て浅草橋場町(山谷)で大日本獅子吼会を開いて宗教活動の拠点とした。日現の活動は東京でも目覚しい発展を見せ本門流宗内の注目を得、1915年（大正4年）に日現は僧籍を回復。以後は獅子吼会の活動の傍ら、本門流の僧侶としても鷲山寺貫首・法華宗本門流管長を務めた。
社会活動にも携わり、昭和25年、経営難に陥り廃校の危機にあった東洋大学を資金面で援助して名誉学長に推されている。

## 著書
- 『大詔に関し田中智学君の謬論を駁す』（獅子吼会、1924年）